# Aturus droueti
Aturus droueti är en kvalsterart som beskrevs av Herbert Habeeb 1953. Aturus droueti ingår i släktet Aturus och familjen Aturidae. Inga underarter finns listade.